# Polydora uschakovi
Polydora uschakovi är en ringmaskart som beskrevs av Buzhinskaja 1971. Polydora uschakovi ingår i släktet Polydora och familjen Spionidae. Inga underarter finns listade i Catalogue of Life.